# نهر سانت بول
نهر سانت بول هو نهر ينبع من جنوب شرق غينيا، ويجري عبر ليبيريا ليصب في المحيط الأطلسي قرب العاصمة مونروفيا. يُشكّل النهر حدًا طبيعيًا يفصل بين العاصمة مونروفيا وبلدة بريورفيل. في القرن التاسع عشر، استقر العديد من الأمريكيين الأفارقة العائدين من الولايات المتحدة على ضفاف النهر، بعدما وجدوا أن التربة خصبة وملائمة للزراعة، فأنشؤوا مستعمرات صغيرة في المنطقة.